# Базлово (Псковская область)
Базлово — деревня в Новосокольническом районе Псковской области России. Входит в состав  Насвинской волости.

## География
Расположена в 21 км к северо-западу от города Новосокольники и в 9 км к югу от бывшего волостного центра, деревни Горожане.

## Население
| 2001 | 2002 | 2010 |
| ---- | ---- | ---- |
| 98   | ↗101 | ↘60  |

Численность населения деревни по оценке на начало 2001 года составляла 98 человек.

## История
С января 1995 до декабря 2006 года деревня входила в состав ныне упразднённой Раменской волости, с января 2006 до апреля 2015 года деревня входила в состав бывшей Горожанской волости.